# Đấu trường La Mã
Đấu trường La Mã hay Đại hý trường La Mã được biết đến đầu tiên dưới cái tên Amphitheatrum Flavium theo tiếng Latinh hoặc Anfitea tro Flavio tiếng Ý, sau này gọi là Colosseum hay Colosseo, là một đấu trường lớn ở thành phố Roma. Công suất chứa lúc mới xây xong là 50 000 khán giả. Đấu trường được sử dụng cho các võ sĩ giác đấu và nô lệ có nguồn gốc tù binh chiến tranh thi đấu và trình diễn công chúng. Đấu trường được xây dựng khoảng năm 70-80 sau Công Nguyên dưới thời hoàng đế Vespasian. Đây là công trình lớn nhất được xây ở Đế chế La Mã được hoàn thành năm 80 sau Công Nguyên dưới thời Titus, với nhiều chỉnh sửa dưới thời hoàng đế Domitian.
Đấu trường Colosseum vẫn được sử dụng gần 500 năm với những bằng chứng ghi chép được về trận đấu thế kỷ 6 - rất lâu sau khi Đế chế La Mã sụp đổ năm 476. Ngoài sử dụng làm nơi đấu của võ sỹ, nơi đây còn được dùng làm biểu diễn công chúng, tập trận giả trên biển, săn thú, kịch cổ điển. Công trình này dần dần không được sử dụng làm nơi giải trí nữa thời Trung Cổ. Sau này, đấu trường được sử dụng làm nhà ở, cửa hàng, nhà thờ, pháp trường...
Dù hiện nay bị hoang phế nhiều do động đất và nạn cướp đá, Colosseum vẫn từ lâu được xem là biểu tượng của Đế chế La Mã và là một trong những mẫu kiến trúc La Mã đẹp nhất còn sót lại. Đây là điểm tham quan hấp dẫn của Roma và vẫn còn nhiều liên hệ với Giáo hội Công giáo. Hằng năm vào Thứ sáu Tuần Thánh, giáo hoàng vẫn chủ sự nghi lễ Đàng Thánh Giá tại Colosseo.

## Lịch sử

### Cổ đại

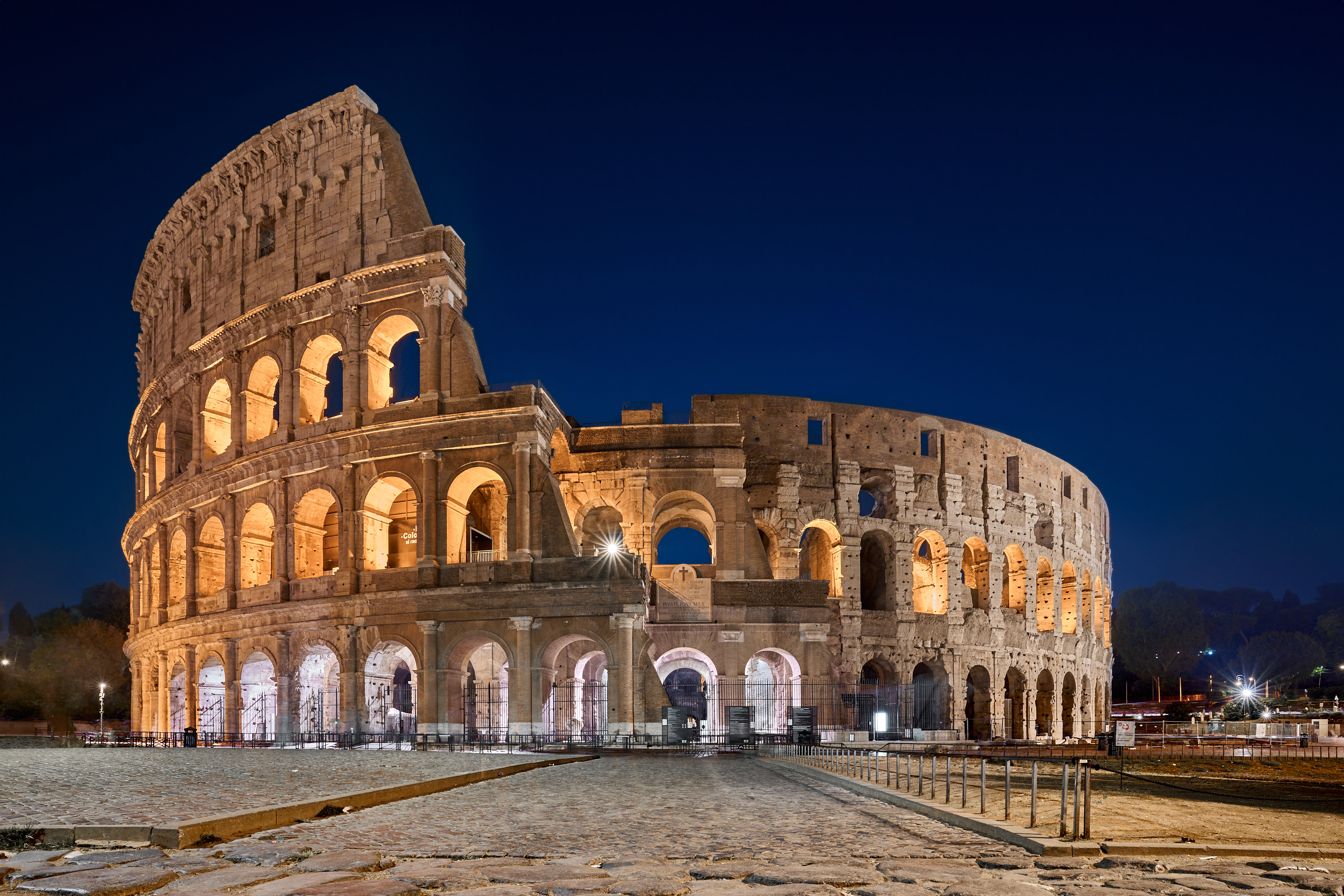
Colosseum về đêm

Việc xây dựng Đấu trường Colosseum bắt đầu dưới thời Hoàng đế Vespasian vào khoảng năm 70-72 sau Công nguyên , và hoàn thành vào năm 80 dưới thời Titus. Sau đó nó được điều chỉnh dưới triều vua Domitian (81–96). Địa điểm được lựa chọn là một khu đất bằng phẳng trên một thung lũng giữa Đồi Caeli và Đồi Esquiline và đồi Palatine, mà giữa các đồi này có một dòng kênh chảy qua. Đến năm 62, khu đất đã có người ở dày đặc và bị bỏ hoang sau trận Đại hỏa hoạn thành Roma vào năm 64 sau Công nguyên tiếp sau đó Nero đã chiếm đoạt phần lớn đất của khu vực này làm lãnh địa riêng của mình. Ông ta đã cho xây dựng công trình Domus Aurea hoành tráng trên địa điểm này, phía trước nó ông ta tạo ra một hồ nhân tạo bao quanh bởi các sảnh đường, vườn và cổng. Công trình cống nước hiện hữu Aqua Claudia được mở rộng để cấp nước cho khu vực và Colosseum of Nero đồng thiếc khổng lồ được xây gần cổng vào của Domus Aurea.
Khu vực này được chuyển đổi dưới thời Vespasian các vị kế nhiệm. Dù Colosseum được gìn giữ, phần lớn Domus Aurea bị hư hại. Hồ nước bị lấp và khu đất được tái sử dụng cho công trình Flavian Amphitheatre mới. Các trường dạy đấu sỹ và các tòa nhà phụ trợ khác được xây dựng gần đấy bên trong khuôn viên của mặt bằng Domus Aurea trước đó. Theo những văn bản chạm khắc được xây lại được tìm thấy ở khu vực thì "hoàng đế Vespasian đã ra lệnh cho dựng giảng đường (amphitheatre) này từ chiến lợi phẩm của dân chúng của ông". Người ta cho rằng điều này ám chỉ số lượng lớn gia tài mà những người La Mã đã cướp đoạt được sau khi chiến thắng ở Đại cách mạng Do Thái năm 70.

### Thời Trung Cổ
Đấu trường La Mã đã có những sự thay đổi lớn trong thời kì Trung Cổ. Một nhà thờ nhỏ được xây dựng ở bên trong của đấu trường vào cuối thế kỉ 6, và sân đấu thì trở thành một nghĩa trang. Nhiều khoảng không bên dưới những bậc thang được sử dụng làm chỗ ở hoặc xưởng thủ công, và người ta tiếp tục thuê nhà ở đó cho tới tận thế kỉ 12.
Năm 1349, một trận động đất lớn đã làm sụp đổ toàn bộ phần tường bên ngoài của mặt phía nam. Một phần lớn lượng đá được sử dụng để xây dựng các cung điện, nhà thờ, trạm xá và các công trình khác, lớp Đá hoa, đá cẩm thạch bọc bên ngoài được sử dụng cho các lò vôi, còn lõi sắt và đồng thì bị ăn cắp.

### Hiện đại

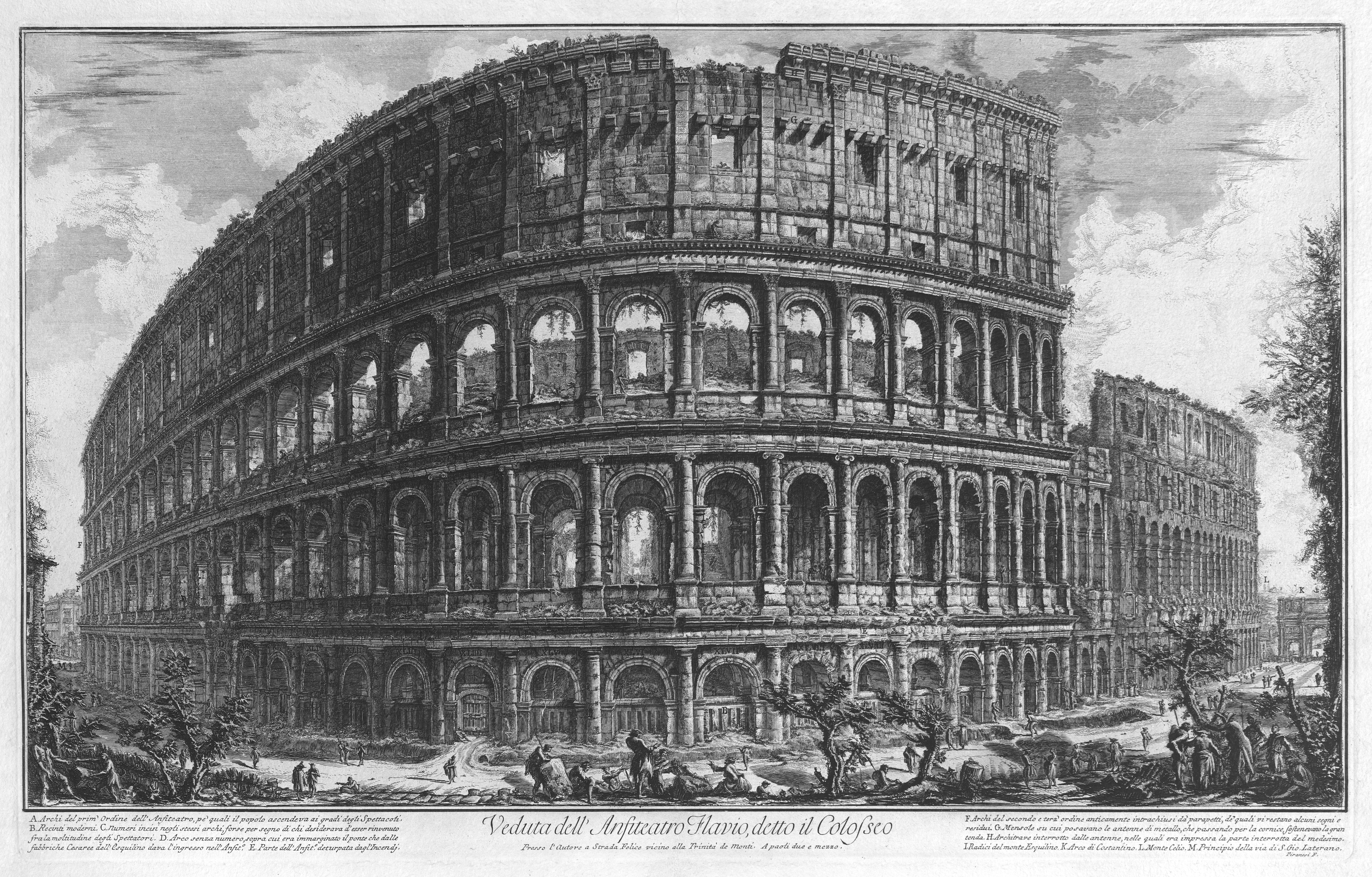
Colosseum năm 1757 khắc bởi Giovanna Battista Piranesi

Trong thế kỷ 16 và 17, các quan chức nhà thờ đã tìm cách khai thác Colosseum. Pope Sixtus V (1585–1590) đã lên kế hoạch biến toà nhà thành một nhà máy để tạo việc làm cho những người thất nghiệp ở Rome, mặc dù điều này đã không thành qua cái chết sớm của ông. Năm 1671, Đức Hồng y Altieri ủy quyền sử dụng nó cho đấu bò; nhưng gặp sự phản đối dữ dội nên ý tưởng này đã không thành.

## Đặc điểm của công trình

### Bên ngoài

Colisée (bên trong)

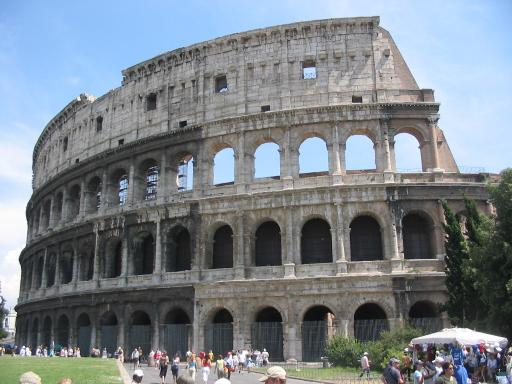
Bên ngoài Colosseum.

Kích thước của Colosseo: cao 57 m, dài 188 m, rộng 158
m.
Không giống như các đấu trường trước đó, công trình này là một cấu trúc đứng tự do, được xây trên một mặt đất bằng phẳng chứ không phải dựa vào đồi hay chỗ lõm tự nhiên. Tường bên ngoài thoạt đầu có chu vi 545 m và cần phải dùng 100.000 m³ đá travertine được giữ với nhau bằng 300 tấn vòng kẹp sắt. Nó có thể chứa tới 50.000 đến 80.000 người, và được thiết kế tốt đến nỗi mỗi người có thể ra khỏi tòa nhà này trong vòng mấy phút. Bí mật nằm trong việc sử dụng tài tình các mái vòm cuốn, các hành lang và các bậc lên xuống dẫn tới chỗ ngồi. Các mái vòm bên trên tầng trệt tạo ra 80 lối vào chỗ đông người, mỗi lối vào có đánh số giúp khách tìm thấy chỗ ngồi của họ. Một tấm vải bạt khổng lồ che nắng che mưa thường được căng ra bên trên và trong các buổi trình diễn đêm, một đèn chùm bằng sắt khổng lồ treo lơ lửng bên trên đấu trường. Tuy nhiên, qua nhiều thế kỷ, nó đã bị hư hỏng do thiên nhiên tác động (động đất). Chu vi phía bắc của Đấu trường vẫn còn nguyên với dấu vết trùng tu của thế kỷ 19. Phần còn lại của Coloseo ngày ngày nay là bức tường gốc như lúc đang xây.

## Sử dụng

### Ngày nay

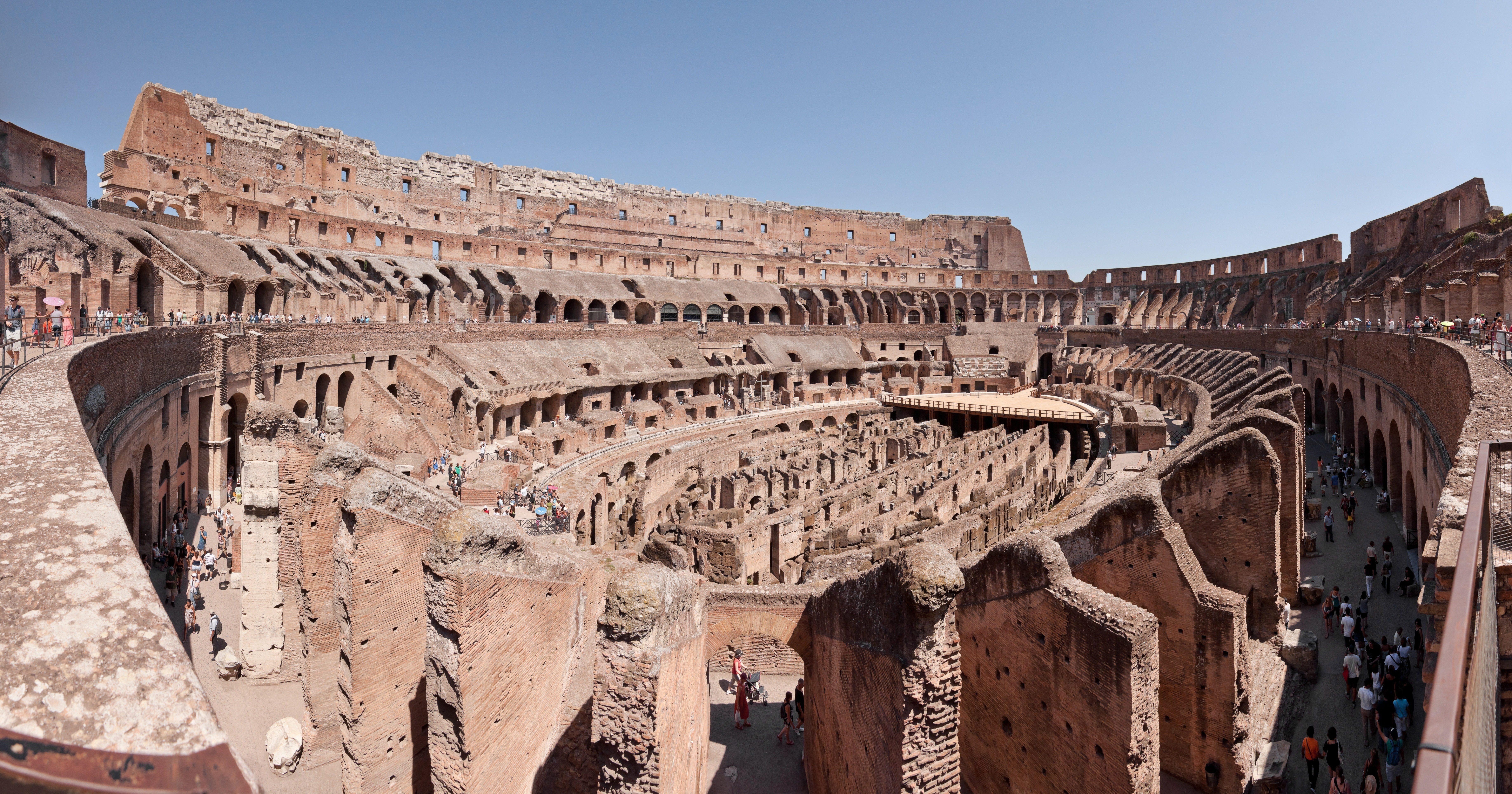
Ảnh toàn cảnh bên trong Colosseum năm 2011

Colosseum hiện là một điểm du lịch chính ở Roma với hàng ngàn du khách mỗi năm vào xem bên trong đấu trường, mặc dù phí vào cổng cho công dân châu Âu được trợ cấp một phần, và miễn phí vào cổng cho công dân châu Âu nhỏ hơn 18 và lớn hơn 65. Hiện có một bảo tàng dành riêng cho Eros nằm ở tầng trên của tường ngoài công trình. Một phần nền của sàn đấu đã được lót lại. Bên dưới Colosseum, một mạng lưới lối đi ngầm từng được sử dụng để di chuyển súc vật và đấu sĩ đến sàn đấu được mở cửa tham quan vào mùa hè năm 2010.